# Musée de la nature et des sciences de Sherbrooke
Le Musée de la nature et des sciences de Sherbrooke, fondé en 2002, est un musée situé à Sherbrooke, en Estrie. La mission est de « susciter l'intérêt et l'émerveillement pour la nature et les sciences au moyen d'une diffusion dynamique et accessible à toute la collectivité et mettre en valeur des collections issues du patrimoine naturel ».
Situé dans le bâtiment de l'ancienne usine de fabrication de bas de soie Julius-Kayser, le musée regroupe des objets et spécimens de ce qui était autrefois le Musée du Séminaire de Sherbrooke. Le musée accueille aussi plusieurs expositions temporaires durant toute l'année en lien avec la nature et les sciences.

## Histoire
En 1879 ouvre le Musée du Séminaire de Sherbrooke, situé au sein de l'institution scolaire de la rue Marquette. Le musée regroupe une importante collection d'objets et de spécimens en sciences naturelles. C'est en automne 2002 que le musée entreprend une transformation d'envergure, qui comprend son déménagement dans le bâtiment actuel.
Fin 2022, la directrice générale, Michelle Bélanger quitte ses fonctions après plus de 6 ans à la tête de l'institution.

## Collection
La collection du musée compte plus de 65 000 objets et spécimens en sciences naturelles représentant la diversité de la faune et de la flore du Québec, du Canada et d'ailleurs en Amérique et dans le monde.

## Prix et distinctions
- Lauréat Or des Grands Prix du tourisme québécois 2004 dans la catégorie Attractions touristiques de moins de 50 000 visiteurs[5].